# The Rascals (gruppo musicale britannico)
I The Rascals sono stati un gruppo indie rock britannico attivo dal 2007 al 2009.

## Storia del gruppo
Il gruppo si è formato nel 2007 a Hoylake (Inghilterra). Immediatamente sono stati messi sotto contratto dalla Deltasonic e hanno suonato come gruppo spalla degli Arctic Monkeys.
Nel dicembre 2007 hanno pubblicato l'EP Out of Dreams. Nel febbraio 2008 è uscito il singolo Suspicious Wit.
L'album di debutto Rascalize è stato pubblicato nel giugno 2008. Il disco non ha grandissimo successo avendo raggiunto solo la posizione #100 della classifica di vendita britannica Official Albums Chart.
Partecipano con una cover del brano All That Jazz alla colonna sonora del film Awaydays.
Nell'agosto 2009 il cantante Miles Kane ha annunciato la sua fuoriuscita dal gruppo e quindi lo scioglimento dello stesso. Lo stesso Kane dal 2007 fa parte del gruppo The Last Shadow Puppets.

## Formazione
- Miles Kane - voce, chitarra
- Joe Edwards - basso
- Greg Mighall - batteria

## Discografia

### Album in studio
- 2008 - Rascalize

### EP
- 2007 - Out of Dreams
- 2008 - Suspicious Wit

### Singoli
- 2007 - Out of Dreams
- 2008 - Suspicious Wit
- 2008 - Freakbeat Phantom
- 2008 - I'll Give You Sympathy